# Ягус (міфологія)
Ягус (араб. يغوث) — ім'я одного з божеств давньоарабської міфології. Згадується в сурі Нух Корану: «І вони замислили велику змову та сказали: „Не цурайтеся від ваших богів: Вадда, Суви, Йагуса, Йаука і Насра“». На думку деяких коментаторів Корану, був обожнений древнім героєм. 
У давньоарабській міфології був богом-предком, що дарує дощ. Він був покровителем північноєменського племінного об'єднання мазхідж. Його ідол колись розташовувався на пагорбі Мазхідж, за яким нібито отримав свою назву цей племінний союз. За володіння цим ідолом запекло воювали різні племена цього союзу (наприклад, мурад і мазхідж). Остання битва, при ар-Розмі, сталася в той же рік, що битва при Бадрі.
Божество з подібним ім'ям відомо і на півночі Аравії, однак його святилище було саме на півдні. У домусульманський час ідол зберігався то в Наджрані, то в Джураші. Пізні повідомлення про те, що Ягуса зображували у вигляді лева, нічим не підтверджується .